# Медведенко Андрій Юхимович
Андрій Юхимович Медведенко (нар. 22 лютого 1951 року) — український поет, член НСПУ (1977—2015).

## Біографічні відомості
Народився 22 лютого 1951 року в селищі шахти № 64 Богородицького району Тульської області.
Закінчив Харківський медичний технікум (1971). Літературний інститут імені О. М. Горького (1982). Працював на Волгоградському тракторному заводі і шахтах Донбасу. Був членом КПРС. Обирався головою Луганської обласної організації Національної спілки письменників України (2004—2015). З виникненням ЛНР став колаборантом, підтримав російську окупацію.
|                           | …Андрій Медведенко залишився у Луганську, перейшов на службу в «ЛНР» і на свій ювілей отримав нагороду з рук Плотницького. При цьому він досі не позбавлений українських письменницьких нагород. |
| — Світлана Талан, 2018 р. | |

|                                           | Про ситуацію в Луганській ОО доповідала в.о. голови Луганської ОО Ганна Гайворонська. Беручи до уваги форс-мажорні обставини, які склалися в Луганській ОО, зокрема, повну відсутність відповідної документації і печатки (все це забрав з собою А. Медведенко, який до 2014 року очолював цю організацію, і який нині мешкає на тимчасово окупованій території України), Правління ухвалило рішення ліквідувати Луганську обласну організацію НСПУ. Правління своїм рішенням сформувало ліквідаційну комісію на чолі з відповідальним секретарем НСПУ М.Гриценком. Доручено готувати необхідну документацію для реєстрації нової Луганської обласної організації НСПУ. |
| — З рішення Правління НСПУ від 12.03.2020 | |

## Творчість
Пише російською мовою. Автор понад трьох десятків книжок, серед них збірок поезій «Уголь и вишни» (1977), «Тюльпаны у терриконов» (1980), «Живая крепь» (1982), «Полынь голубая» (1985), «Бухта твоих ладоней» (1995), «Анастасия», «Стук в окно», «Ветры буйные», «Торопись быть со мной», «Горестная мимоза», «Ожерелье из счастливых слез», (1997), «Качели у белых берез», «Посох», «Нельзя не вернуться», роман «Притяжение любви» (2010) та ін.

## Відзнаки і нагороди
Відзначений нагородами України, зокрема орденом «За заслуги» ІІІ ст., Почесною відзнакою НСПУ. Заслужений працівник культури України. Почесний громадянин м. Кіровська Луганської області. Лауреат обласних літературних премій: комсомольської ім. «Молодої гвардії», ім. Б. Горбатова, ім. Б. Грінченка, ім. В. Даля, ім. Г. Сковороди.